# Batu Sumbang
Batu Sumbang is een bestuurslaag in het regentschap Aceh Timur van de provincie Atjeh, Indonesië. Batu Sumbang telt 331 inwoners (volkstelling 2010).